# Hvozdík sivý

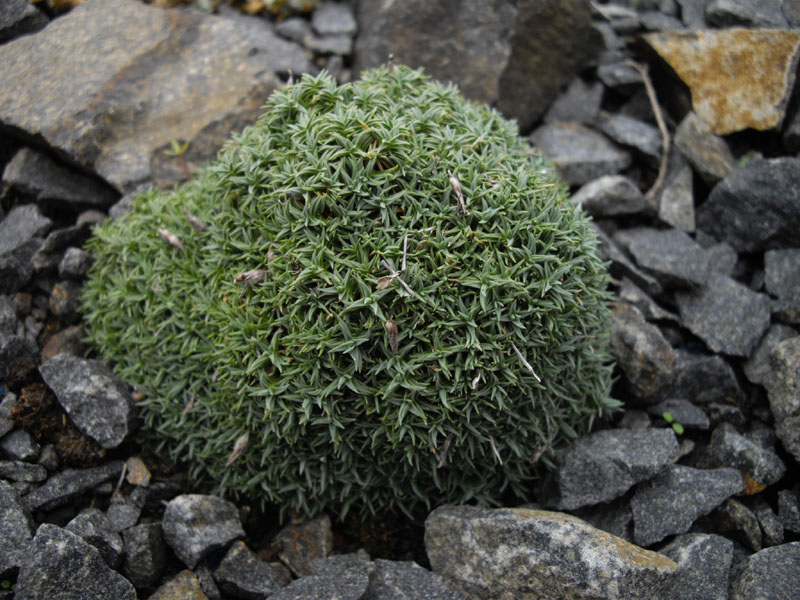
Polštářovitý trs

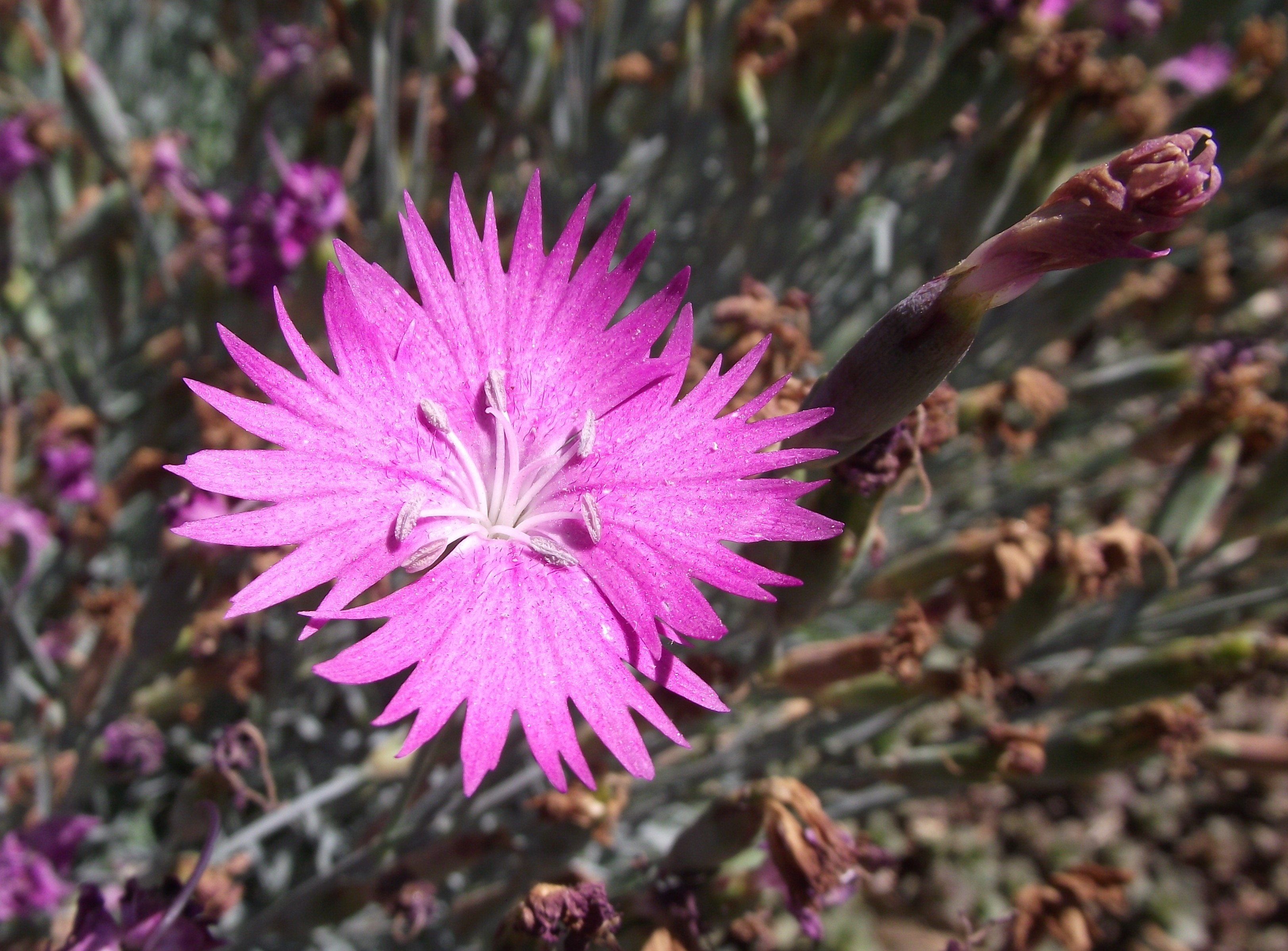
Hvozdík sivý kultivar 'firewitch'

Hvozdík sivý (Dianthus gratianopolitanus) je vytrvalá, trsnatá, polštářovitá rostlina, která je nejvíce zdobná v době květu, kdy vystavuje na obdiv své světle až tmavě růžové květy. Je v Česku sice původní druh, avšak v přírodě se vyskytuje se pouze řídce a je považován za bylinu ohroženou vymizením.
Vědecké druhové jméno gratianopolitanus odkazuje na starořímské pojmenování „Gratianopolis“ současného východofrancouzského města Grenoble.

## Rozšíření
Je rozšířen ostrůvkovitě z Velké Británie přes Belgii, Francii, Švýcarsko, Německo, Česko, Slovensko a Polsko až po Ukrajinu. V České republice roste hvozdík sivý výhradně v Čechách, na Moravě nikoliv. Vyskytoval se u Moravského Krumlova, ovšem v polovině 20. století tam vyhynul. V Čechách se bylina dosud vyskytuje např. v přírodní památce Modřanská rokle a v přírodních rezervacích Prokopské údolí a Zvolská homole. Mimo těchto vyjmenovaných středočeských stanovišť vzácně roste na omezeném počtu míst v Českém středohoří, Doupovské pahorkatině, Českém krasu, ve středním Povltaví a středním Polabí.

## Ekologie
Jeho domovinou jsou teplejší oblasti se suchými, humózními, neutrálními až zásaditými půdami, které nemusí být hluboké a nacházejí se na různých geologických podložích. Většinou se objevuje na suchých trávnících na skalách a skalnatých svazích, ve skalních štěrbinách, na půdách skeletových a na minerály bohatých. Hemikryptofyt vyskytující se hlavně na výslunných stanovištích, snáší však i částečné zastíněné skalní partie. Kvete obvykle v květnu a červnu. Počet chromozomů se uvádí 2n = 90, méně častěji 2n = 60 a stupeň ploidie x = 6 nebo x = 4. Rostlina se v zahradnictví rozmnožuje předpěstováním semenáčů z výsevu nebo rozdělením větších trsů. Při déletrvajícím dotyku s rostlinou může u choulostivé osoby nastat alergická reakce následkem obsažených triterpenoidních saponinů.

## Popis
Vytrvalá, řídce až hustě trsnatá, polštářovitá bylina se vzpřímenými, lysými, sivě zelenými, 5 až 15 cm vysokými lodyhami, která vyrůstá ze silného kořene s plazivým, větvícím se oddenkem. Lodyha je krátce vystoupavá nebo přímá, na průřezu oblá či tupě hranatá, mívá tři až šest lodyžních článků s nevýraznými uzlinami a u báze krátce dřevnatí. Z dvoumilimetrových pochev na lodyze vyrůstají stálezelené čárkovité listy asi 2 mm široké, na vrcholu špičaté a kratší než lodyžní článek. Lodyha je zakončená jedním, zřídkakdy dvěma či třemi květy ve vidlanu.
Oboupohlavný, vonný květ má čtyři eliptické či vejčité podkališní listence (tzv. kalíšek), z nichž vnitřní jsou zašpičatělé a slabě fialově naběhlé. Kalich je trubkovitý, pětizubý, hustě žilnatý, zelený a fialově naběhlý. Koruna má pět obvejčitých lístků, u báze klínovitě zúžených, nepravidelně jednoduše či dvojitě zubatých, 10 až 15 mm dlouhých, červených nebo růžových a s nehtem v délce kalichu. V květu je deset tyčinek s prašníky a jednopouzdrý semeník se dvěma čnělkami s bliznami. Květy opyluje hmyz.
Plod je vejčitá, hnědá, jednopouzdrá tobolka asi o třetinu delší než kalich a otvírá se čtyřmi zuby. Obsahuje tmavě hnědá, asi 2,5 mm velká, vejčitá semena s oboustranně vyniklým středním žebrem.

## Ohrožení
Hvozdík sivý je v české krajině poměrně vzácný a vyskytuje se jen na omezeném počtu míst. Jako skalní rostlina je ohrožován přímým ničením stanovišť plynoucím z vlastní činnosti lomů, nestabilními místy, sesuvy půdy nebo zarůstáním expanzivními rostlinami.
Proto je v „Červeném seznamu ohrožených druhů České republiky z roku 2017“, stejně jako ve Vyhlášce MŽP ČR č. 395/1992 Sb. ve znění vyhl. č. 175/2006 Sb., zařazen mezi silně ohrožené druhy (C2r, §2).

## Význam
Hvozdík sivý se často pěstuje jako skalnička, je na půdu a údržbu nenáročný. Snese středoevropské klima, ale pro dobrý růst a kvetení potřebuje průběžně vlhkou, mírně zásaditou a poněkud hrubozrnnou hlínu, která zaručí dokonalé odvodnění; v trvale vlhké půdě obvykle zimu nepřežije. Snáší teplo a příležitostné epizody sucha lépe, než ostatní druhy hvozdíků.
Vytváří trsy s četnými, voňavými květy, které jsou také vhodné na různé obruby záhonů s nízkými rostlinami. Mimo kvetení vytváří rostlina po celé vegetační období atraktivní rozložitý polštář modrošedých až šedozelených listů. Byl vyšlechtěn velký počet kultivarů lišících se velikosti rostlin i tvarem a zbarvením květů.

## Galerie

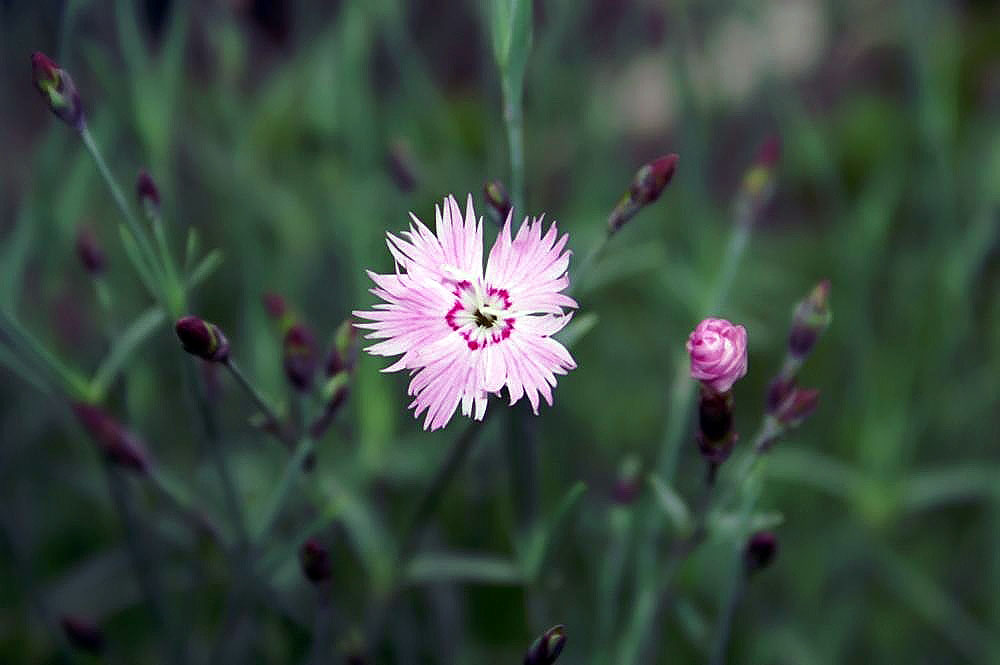
Kultivar 'Baths Pink'
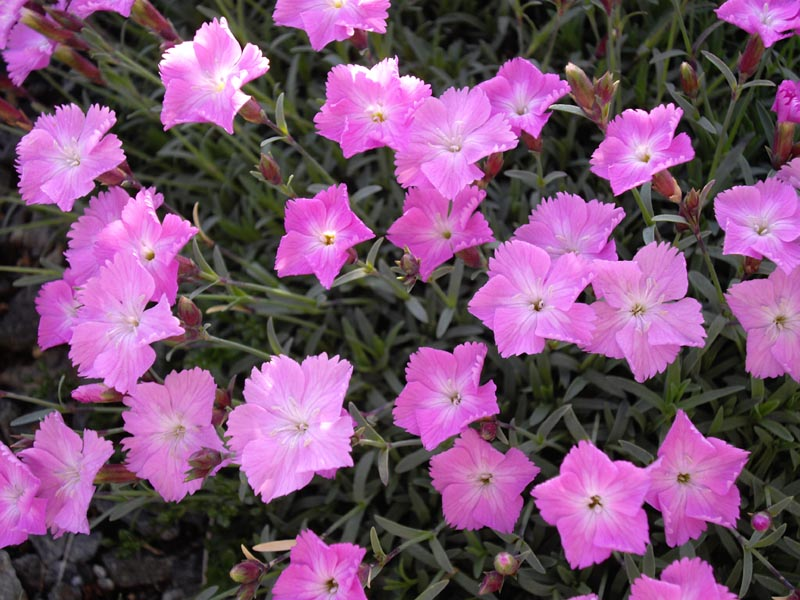
Kultivar 'la Bourboule'
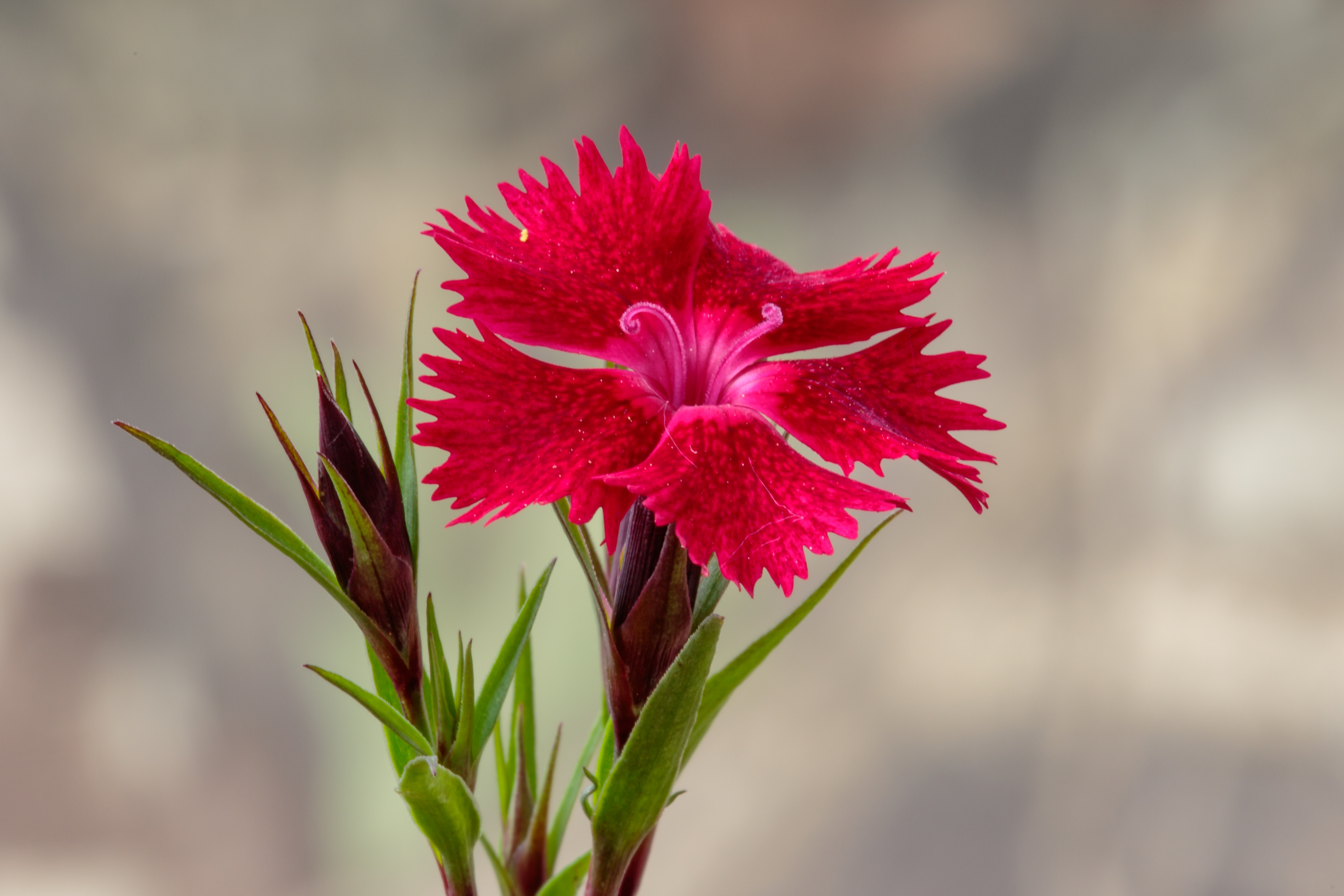
Kultivar 'Red beauty'
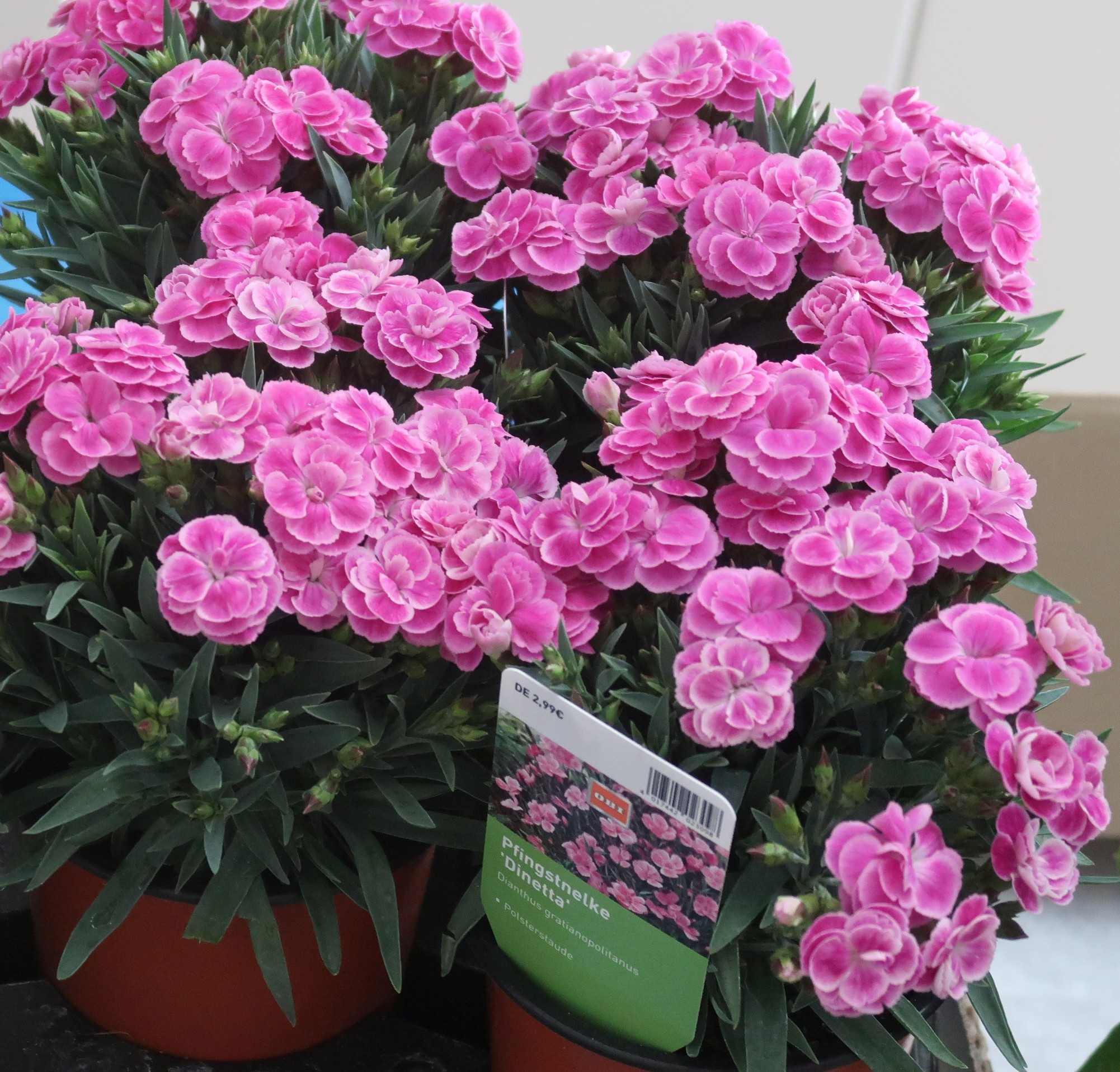
Kultivar 'Dinetta'